# 立田輪中人造堰樋門
立田輪中人造堰樋門（たつたわじゅうじんぞうせきひもん）は、愛知県弥富市にある樋門。弥富市指定文化財。
かつて農業排水を鍋田川（木曽川の派川）に排出するために建設された樋門で、中山樋門とも呼ばれた。周辺は輪中公園として整備されている。

## 規模と構造

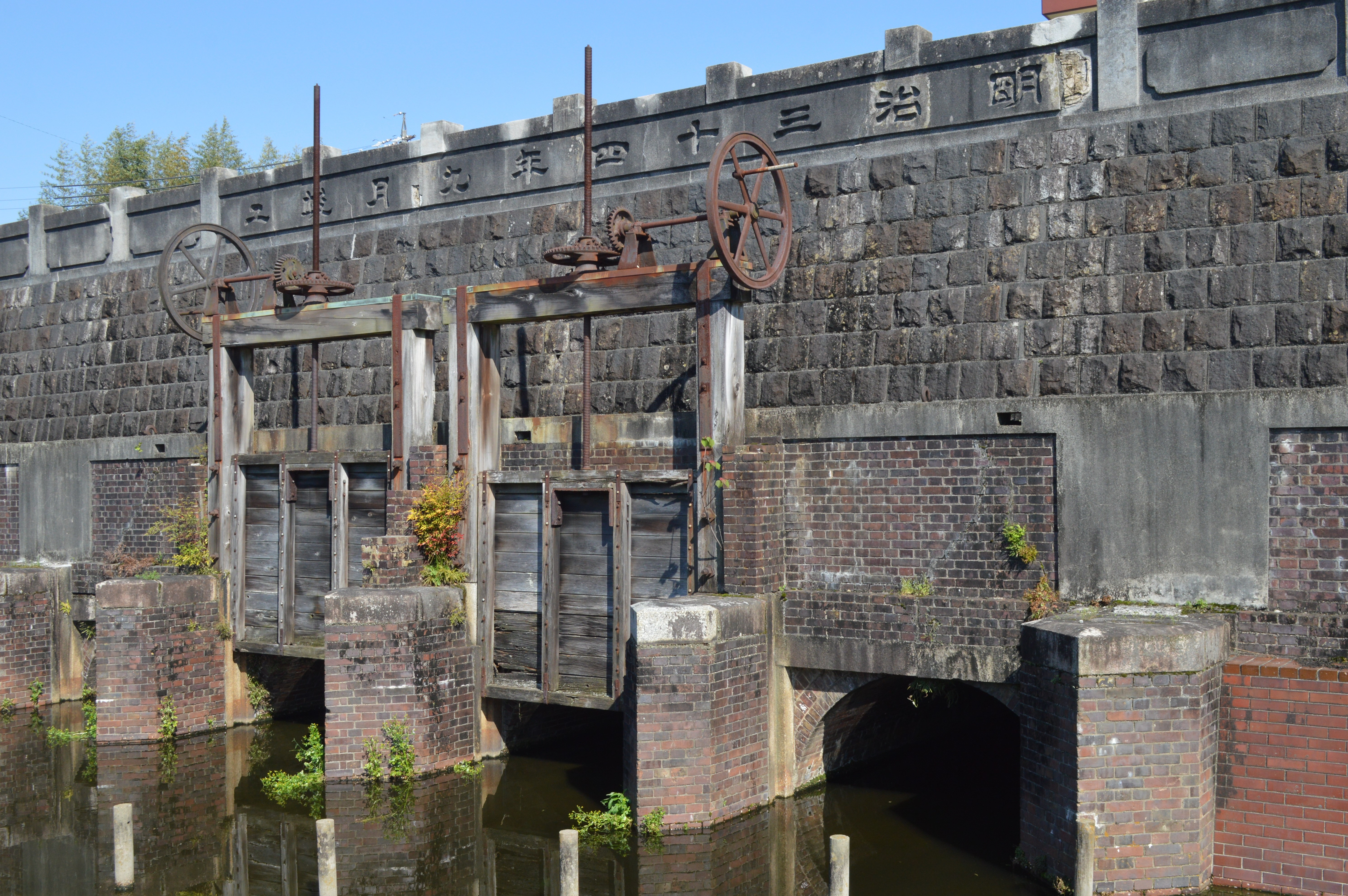
樋門部分

全長約26メートル、全幅約9.5メートル、水面からの高さ約8メートル。樋門は水路の橋も兼ねており、欄干部と階段は人造石モルタル仕上げ、上部は間知石積みとなっている。下部の水路部分は煉瓦造で4ヶ所のアーチ状の水路が作られて、上流側の中央2か所に木製の門扉とそれを引き上げるための機構が残る。

## 歴史

### 建設
明治時代に行なわれた木曽三川分流工事（明治改修）により、愛知県の立田輪中ではそれまで取水していた佐屋川が廃川になったほか、悪水の排出先であった鵜戸川の排水機能の低下にも悩まされることになった。
1901年（明治34年）、立田輪中悪水用水普通水利組合は用水路として旧佐屋川の河道跡に「佐屋川用水」を開削するとともに、鵜戸川を立田村から弥富村の中山（現・弥富市中山町）まで延長・開削して排水路とし、中山に樋門を設置して悪水を鍋田川に排出する案を決議。
当初、県費での対応を求めて愛知県に陳情を行なったものの拒否されたことから、水利組合では勧業銀行から75,000円を借りて県に拠出。現在の金額にして2～3億円に相当する金額で、これによって漸く工事が実施され、翌1902年（明治35年）7月には樋門を含めて完工した。

### 完成後

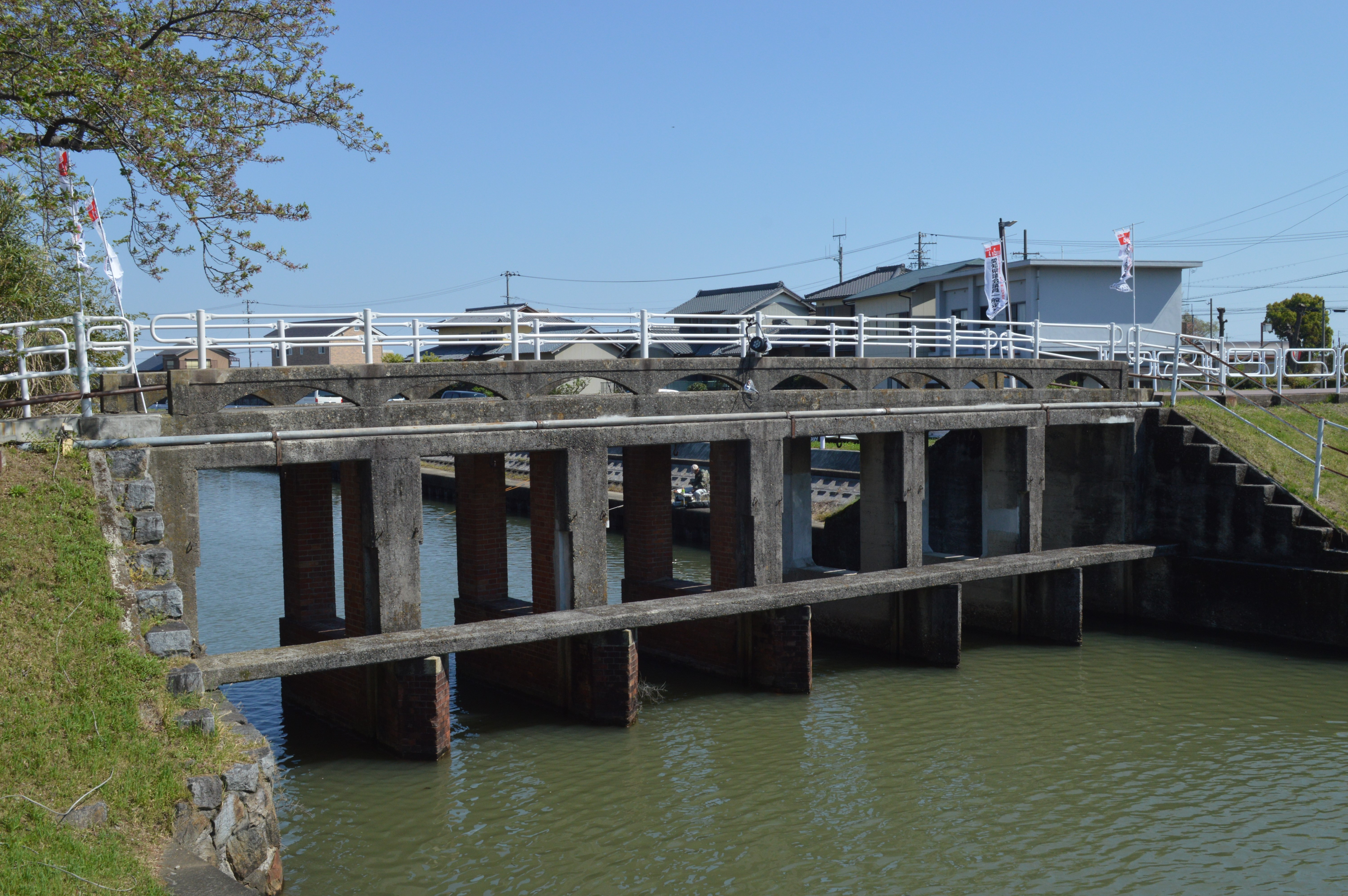
上流側に築かれた六門樋門

しかし、期待されていた排水能力はほとんど無かった。干潮時に水位差を利用して排水する計画であったが、当初予定されていた鍋田川の締め切りが行われなかったため川底の上昇が続いたこと、また分流工事の完成によって木曽川それ自体の水位が上昇しており満潮時に鍋田川を経由して木曽川から流入する水量の方が多かったことなどが理由とされる。水利組合ではこの樋門からの排水を諦めて「逆潮用水樋門」として農業用水の取水に転用することになった 。この取水時には鵜戸川を10キロメートル以上も水が遡上したと言い、その水量がうかがえる。
なお、当初予定されていた排水は筏川へ排出するための六門樋門（現・六門橋）を上流側に設けるなどして対応したが、1950年（昭和25年）に排水機が設置されるまで輪中の排水問題は続いた。
結果として樋門は立田輪中にとどまらず海部郡南部の広範囲に渡って用水を確保することに役立ったが、年月を経て周辺の地盤沈下が進んだことに加えて、鍋田川の塩分濃度が高くなって農業用水として使用するのが困難となり、その役目を終えた。その後、鍋田川は1959年（昭和34年）の伊勢湾台風で流域に大きな被害を出した事から、分派口が締め切られて廃川となった。

### 史跡として

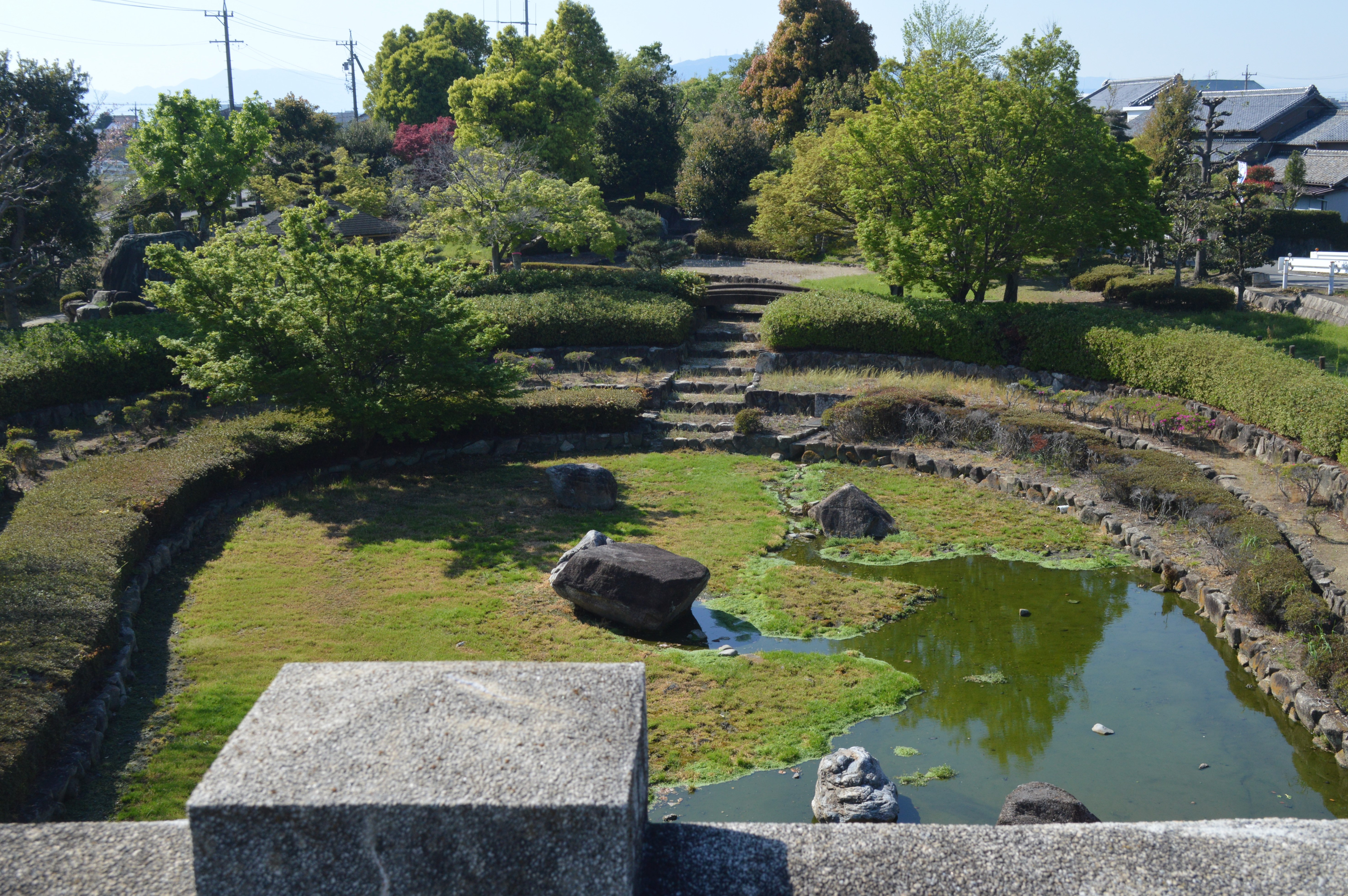
輪中公園

1975年（昭和50年）には樋門が水利組合から弥富町に譲渡され、1978年（昭和53年）10月10日には弥富町有形文化財に指定された。六門樋門の西側からは水路が分流していたが、埋め立てられて公園や農地などになっている。
2005年（平成17年）には土木学会による「近代土木遺産 現存する重要な土木構造物2800選」に選定された。
2009年（平成21年）には「国土の安全を高め都市生活や産業発展の礎となった治水・砂防の歩みを物語る近代化産業遺産群」の構成遺産として、経済産業省の近代化産業遺産群 続33に認定された。下位区分としては「木曽三川の治水・砂防関連遺産」の一部であり、愛西市の船頭平閘門、岐阜県海津市の羽根谷砂防堰堤（第一堰堤）と羽根谷砂防堰堤、長野県南木曽町の大崖砂防堰堤も同時に構成遺産となっている。

## ギャラリー

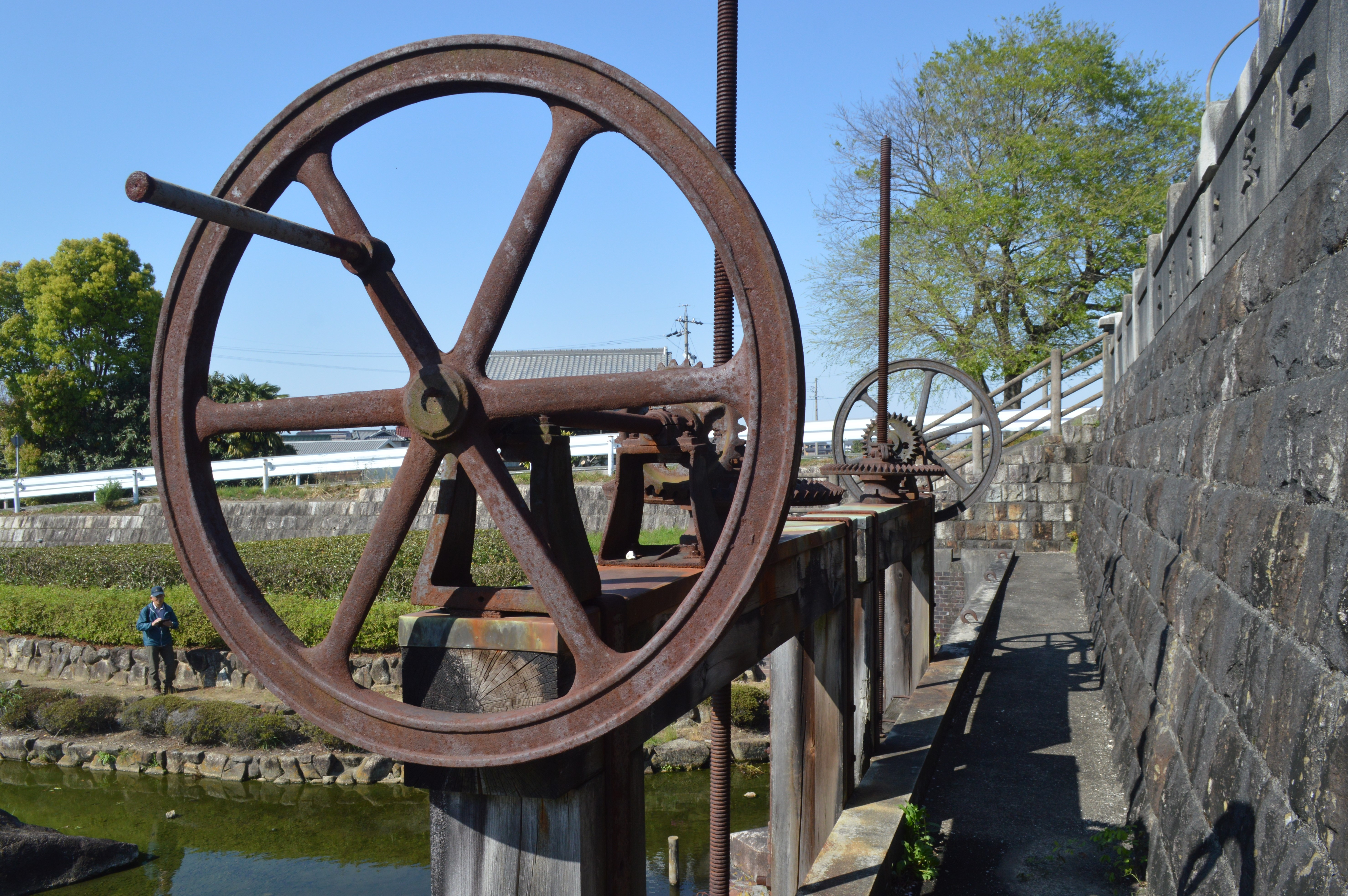
上流側
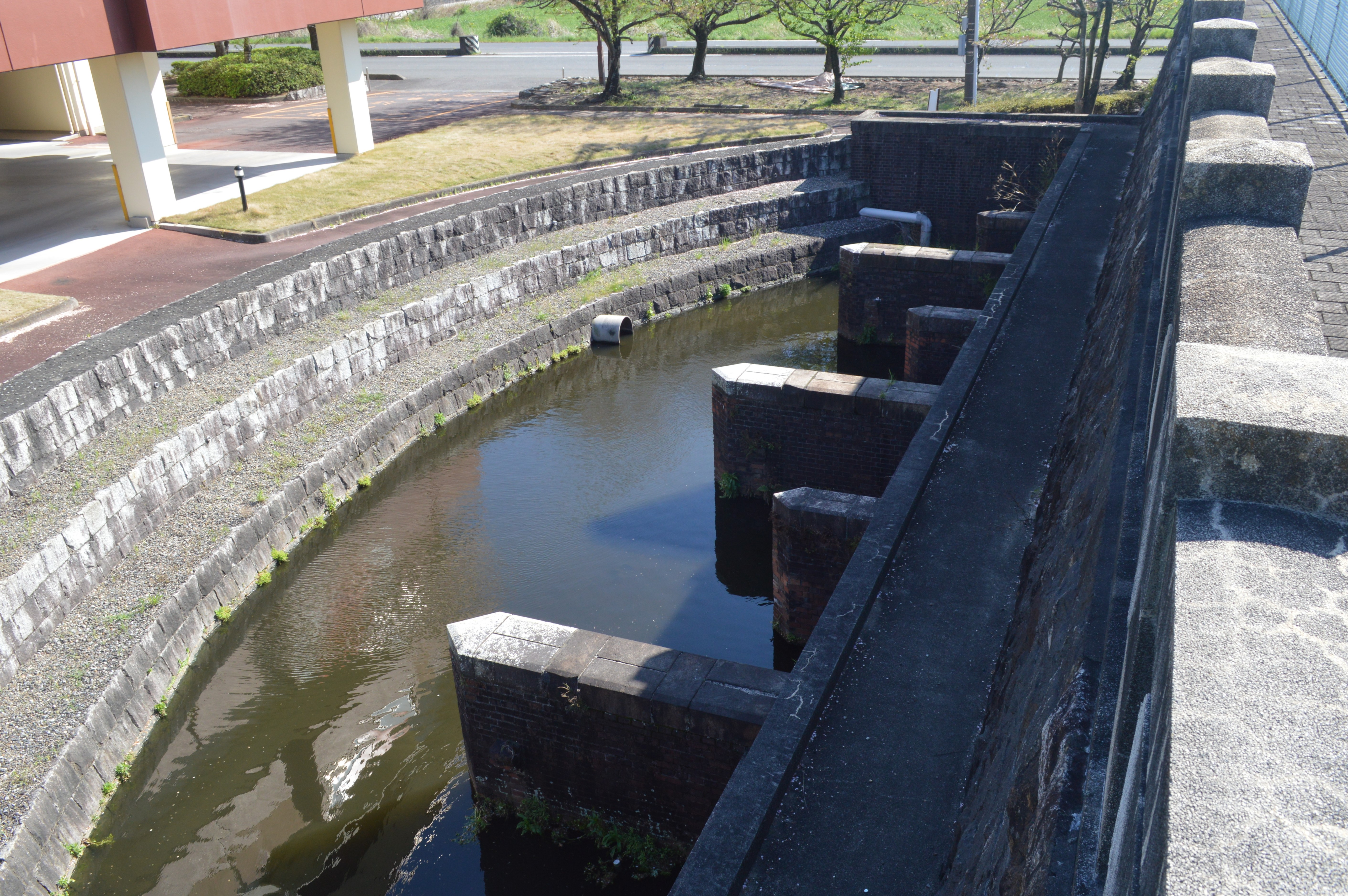
下流側
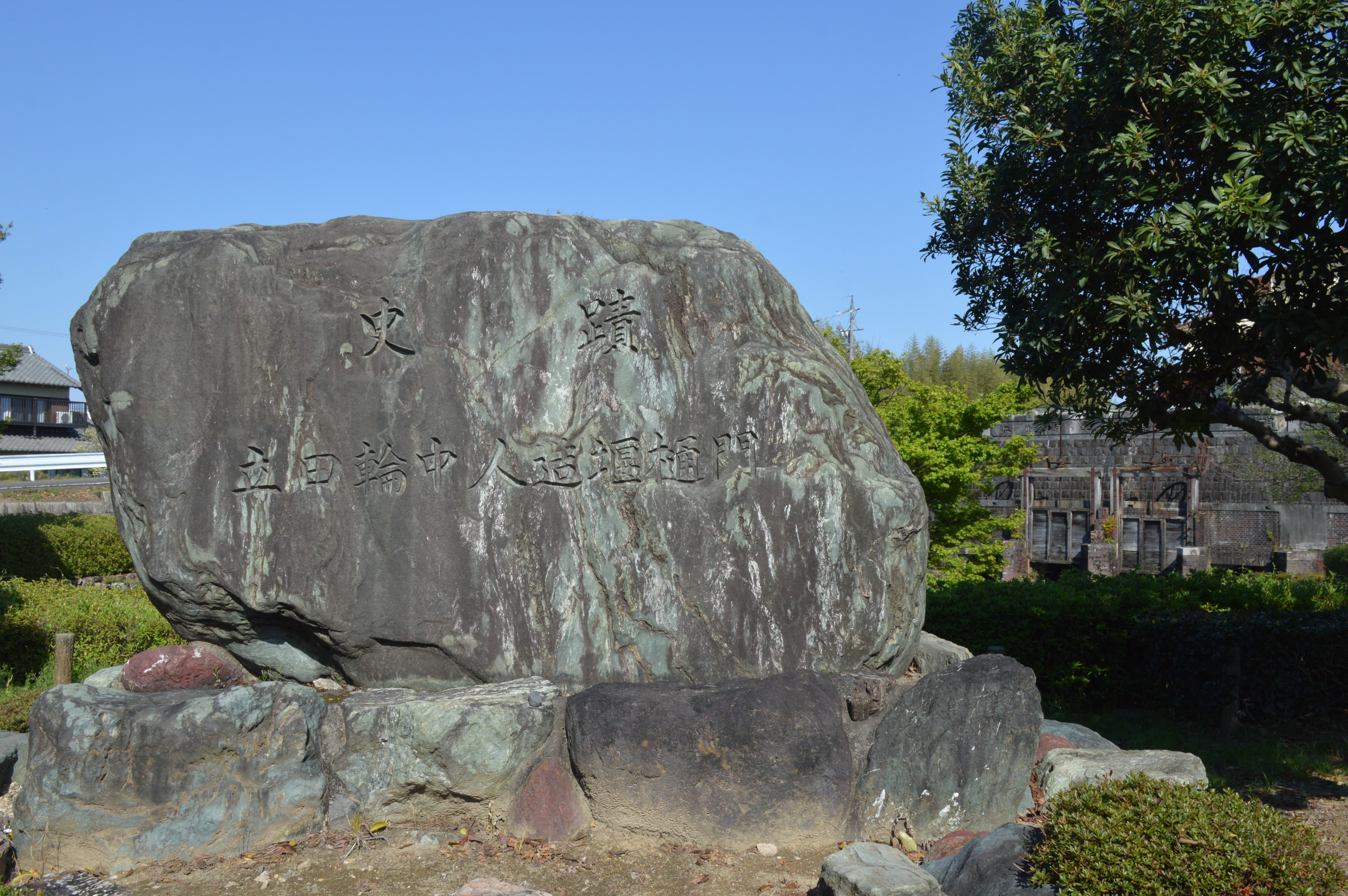
史蹟を示す石碑
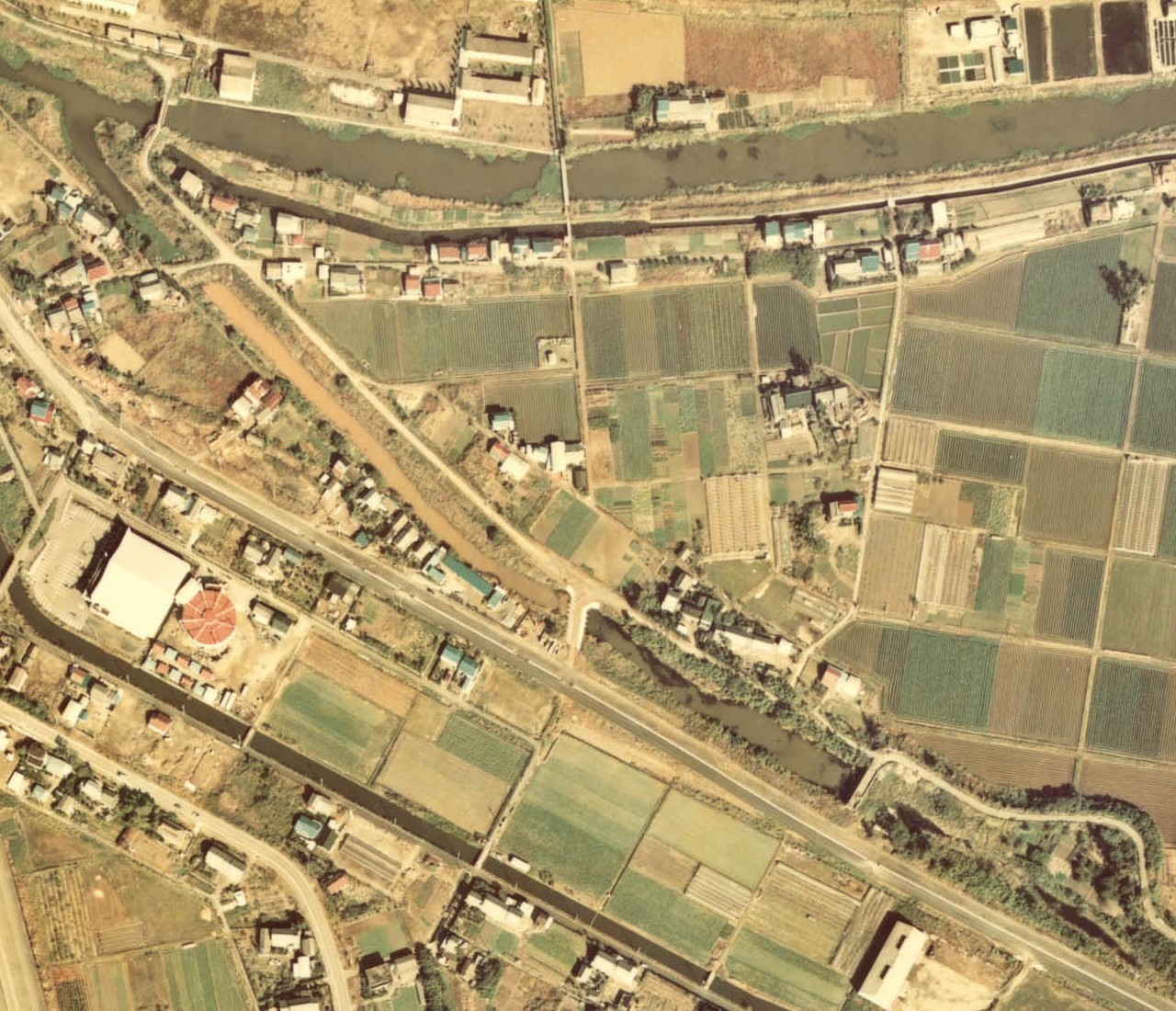
1975年（昭和50年）の立田輪中人造堰樋門周辺の航空写真。国土交通省 国土地理院 地図・空中写真閲覧サービスの空中写真を基に作成